# Rolf Dahlberg
Rolf Ingemar Dahlberg, född 26 juni 1934 i Ore församling i Kopparbergs län, död 12 februari 2004 i Gävle Heliga Trefaldighets församling i Gävleborgs län, var en svensk yrkesvalslärare och politiker (moderat).
Dahlberg var riksdagsledamot 1976–1998, invald i Gävleborgs läns valkrets. Han var ordförande i lagutskottet 1988–1991 och i näringsutskottet 1991–1994 samt ledamot i bostadsutskottet 1983–1988 och i lagutskottet 1994–1998. Han var även suppleant i trafikutskottet samt ledamot i Interparlamentariska delegationen, Krigsdelegationen och riksdagens valberedning.
Dahlberg var från 1979 till 1989 och återigen från 1991 till 1996 ledamot i Försvarets underrättelsenämnd (Fun). Från den 1 januari 1996 var han dessutom nämndens ordförande. I samband med att medierna 1996 rapporterade om att en svensk anställd på företaget CelsiusTech utvisats från Ryssland misstänkt för spioneri, bekräftade Dahlberg för medier att den anställde hade bedrivit underrättelseverksamhet åt Försvaret. Efter kritik mot att han därmed läckt hemliga uppgifter avgick Dahlberg 10 september 1996 som ordförande och ledamot i nämnden och ersattes av Anders Björck. Dahlberg är begravd på Skogskyrkogården i Gävle.